# MEGAドン・キホーテ蓮田店
MEGAドン・キホーテ蓮田店（メガドン・キホーテはすだてん）は、埼玉県蓮田市の国道122号線沿いにある株式会社ドン・キホーテ及び長崎屋が管理、運営するショッピングセンター。

## 概要
国道122号線沿いにあった市光工業の跡地（1997年閉鎖）を利用して「ラパーク蓮田」として2000年（平成12年）10月にオープン。当時土壌汚染問題（六価クロムとトリクロロエチレンが敷地内と隣接する工場から検出）があったため土壌と表層の入れ替えを1億円余りをかけて行った。当時はJoshinと長崎屋がキーテナントとして入居したが、2007年（平成19年）9月にJoshinが撤退した。その他の入居テナント（専門店）も大型ショッピングモールが周辺地域に多数開業した影響で撤退傾向にあった。その後2010年（平成22年）10月31日に長崎屋の衣料品・住居関連売場を閉店、同年11月7日の食品売場の営業終了をもって長崎屋ラパーク蓮田店は閉店した。跡地は同年11月26日に「MEGAドン・キホーテ蓮田店」として開業し
、長崎屋以外の入居テナントをMEGAドン・キホーテ蓮田店の専門店として存続し、ラパーク蓮田の名称は廃止された。

## テナント
- ダイソー
- au
- マックハウス
- fufu
- ケンタッキーフライドチキン
- iPhoneドクター
- カットファクトリー
- ミスタードーナツ
- ゲオモバイル
- 茶の矢島園
- 和真メガネ
- おたからや
- BANKAN
- バーガーキング[9]
- ハニーズ
- KASUYA

詳しくは、専門店一覧を参照。

## 商圏について
- 蓮田駅前には、蓮田マインが立地している。
- 長崎屋は当初、1985年（昭和60年）に蓮田駅西口再開発事業として西口に出店を予定していた[10]。

## アクセス
- JR東日本蓮田駅東口より徒歩5分[2]

## 周辺
- JR東日本蓮田駅
- ミニストップ 蓮田東３丁目店
- 東武ストア 蓮田マイン
- サイゼリヤ 蓮田店
- シャトレーゼ 蓮田店
- 蓮田市立東保育園
- ファミリーマート 蓮田駅東口店
- 東北自動車道蓮田SA